# Camilla Luddington

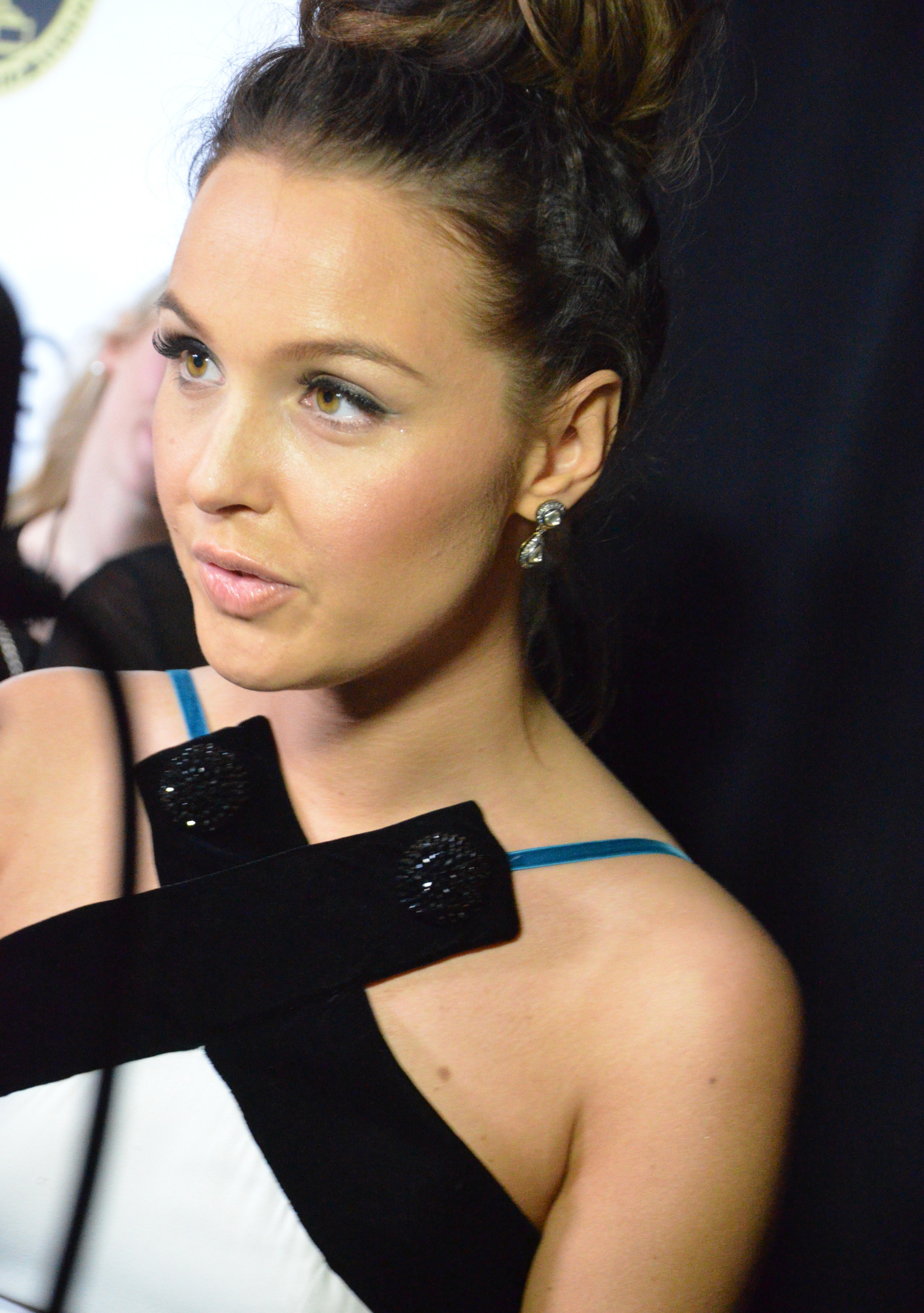
Camilla Luddington (2014)

Camilla Anne Luddington (* 15. Dezember 1983 in Bracknell, England) ist eine britische Schauspielerin, die einer breiten Öffentlichkeit vor allem durch ihre Rolle als Kate Middleton im 2011 veröffentlichten Film William und Kate – Ein Märchen wird wahr und durch ihre Rolle der Josephine „Jo“ Wilson in der Krankenhausserie Grey’s Anatomy bekannt ist.

## Leben und Karriere
Die im Jahr 1983 in Bracknell in der englischen Grafschaft Berkshire geborene Luddington besuchte eine reine Mädchenschule in Ascot und wechselte im Laufe der Zeit nach Oxford. Als ihren Heimatort bezeichnet die heute in Los Angeles lebende Britin den kleinen Ort Crowthorne. Nachdem es sie im Laufe der Jahre in die Vereinigten Staaten gezogen hatte, war sie als Schauspielerin vorwiegend in den USA aktiv. Ihren ersten nennenswerten Auftritt im Film- und Fernsehgeschäft hatte sie schließlich im Jahr 2007 im Film A Couple of White Chicks at the Hairdresser, wo sie allerdings in einer nur unwesentlichen Nebenrolle als Empfangsdame zu sehen war. Im Jahr 2009 folgten schließlich die nächsten Auftritte. Dabei wurde sie in den beiden Filmen Behaving Badly und Serving Time eingesetzt, hatte aber in beiden Produktionen nur eine kleine Nebenrolle inne. Ihren eigentlichen Durchbruch feierte sie erst im Jahre 2010, wo sie in zahlreichen namhaften Film- und Fernsehproduktionen zum Einsatz kam.
Dabei wurde die Dunkelhaarige unter anderem in jeweils einer Episode von The Forgotten – Die Wahrheit stirbt nie, CSI – Den Tätern auf der Spur, Zeit der Sehnsucht und Big Time Rush eingesetzt und war außerdem in einer der Hauptrollen im knapp dreiminütigen Kurzfilm Pride and Prejudice and Zombies: Dawn of the Dreadfuls zu sehen. Des Weiteren wurde im Jahr 2010 der Film The Filming of Shakey Willis veröffentlicht, bei dem Luddington nicht nur als Schauspielerin, sondern auch als Drehbuchautor, Regisseurin und Executive Producer in Erscheinung trat. Einer breiten Öffentlichkeit wurde sie allerdings erst 2011 bekannt, wo sie unter anderem auch in jeweils einer Episode von Friends with Benefits und The Defenders eingesetzt wurde. Neben einer kleinen Gastrolle in der Komödie Accidentally in Love wurde Luddington in den Cast von William und Kate – Ein Märchen wird wahr geholt, der ebenfalls im Jahr 2011 seine Premiere hatte. Im Film übernahm sie die Rolle der Bürgerlichen Kate Middleton und ist dabei neben dem Neuseeländer Nico Evers-Swindell zu sehen, der den britischen Prinzen William verkörpert. Unter anderem in der britischen Tageszeitung The Daily Telegraph wurde Luddington vor ihrer Rolle der Kate Middleton gewarnt, wo die Rolle nicht unbedingt als vernünftiger Karriereschritt bezeichnet wurde. 2012 bekam sie in der Showtime-Serie Californication die Rolle der Lizzy und übernahm in der HBO-Serie True Blood die Rolle der Claudette. Im Juni 2012 bestätigte Crystal Dynamics, dass Luddington die Stimme und das Motion-Capture-Modell der neuen Lara Croft im Videospiel Tomb Raider sein wird. Auch in den beiden Nachfolger-Spielen Rise of the Tomb Raider und Shadow of the Tomb Raider wurde diese Figur wieder von Luddington verkörpert. Nachdem Mitte Juli 2012 bekanntgegeben wurde, dass sie eine Nebenrolle in der ABC-Serie Grey’s Anatomy übernehmen wird, wurde im Juni 2013 ihre Beförderung zur Hauptbesetzung bekannt.
Im April 2017 wurde ihre Tochter geboren. An Silvester 2017 verlobte sie sich mit Matthew Alan, dem Vater ihrer Tochter. Im August 2019 heiratete das Paar. Luddington gab am 25. August 2020 die Geburt ihres zweiten Kindes (eines Jungen) bekannt.

## Filmografie
Filme
- 2007: A Couple of White Chicks at the Hairdresser
- 2009: Behaving Badly
- 2009: Serving Time
- 2010: Pride and Prejudice and Zombies: Dawn of the Dreadfuls
- 2010: The Filming of Shakey Willis
- 2011: Accidentally in Love
- 2011: William und Kate – Ein Märchen wird wahr (William & Kate: Let Love Rule)
- 2014: The Pact 2
- 2017: The Healer

Serien
- 2010: The Forgotten – Die Wahrheit stirbt nie (The Forgotten, eine Episode)
- 2010: CSI: Vegas (CSI: Crime Scene Investigation, eine Episode)
- 2010: Zeit der Sehnsucht (Days of Our Lives, eine Episode)
- 2010: Big Time Rush (eine Episode)
- 2011: Friends with Benefits (eine Episode)
- 2011: The Defenders (eine Episode)
- 2012: Californication (zehn Episoden)
- 2012: True Blood (sechs Episoden)
- seit 2012: Grey’s Anatomy

## Computerspiele
- 2013: Tomb Raider als Lara Croft
- 2015: Rise of the Tomb Raider als Lara Croft[12]
- 2015: Infinite Crisis als Supergirl / Construct
- 2018: Shadow of the Tomb Raider als Lara Croft